# Козловскис, Рихард
Рихард Козловскис (латыш. Rihards Kozlovskis; род. 26 мая 1969, Рига) — латвийский юрист, политический и государственный деятель. Министр внутренних дел Латвии в 2011—2019 годах и с 15 сентября 2023 года. Член правления Партии реформ (2011—2014) и партии «Единство» (с 2014). Руководил отделом координации мер безопасности на саммите НАТО в Риге, награждён Орденом Виестура. Занимал должность заместителя начальника Полиции безопасности в звании полковник-лейтенант.
Козловскис окончил юридический факультет Латвийского университета и Спортивную педагогическую академию.